# Dallon Weekes
Dallon James Weekes (* 4. května 1981, Salt Lake City, Utah, USA) je americký skladatel a zpěvák. Byl baskytaristou a skladatelem ve skupině Panic! at the Disco, kterou však 27. 12. 2017 opustil, aby se mohl, jak prohlásil na svém instagramovém účtu, naplno věnovat svému projektu s názvem 'I Don't Know How But They Found Me'. Kromě toho byl mezi lety 2003 až 2013 hlavním zpěvákem ve své skupině The Brobecks.